# Джеймс Уорлик
Джеймс Уорлик е американски дипломат, посланик на САЩ в България от януари 2010 г. до септември 2012 г. От септември 2013 г. до 31 декември 2016 г. той е съпредседател на Минската група на Организацията за сигурност и сътрудничество в Европа.

## Биография
Джеймс Уорлик е роден през 1956 г. Завършва Станфордския университет през 1977 г. Получава магистърска степен по политология от колежа „Уодам“ на Оксфордския университет (1979 г.), както и магистърска степен по право и дипломация 1980 г. от Института за право и дипломация „Флечър“ на Университета Тъфтс.
Преди да започне работа в Държавния департамент, Дж. Уорлик работи като заместник-представител на Фондацията за Азия във Вашингтон и във Филипините, както и като анализатор на въпроси от външната политика в Службата за конгресни проучвания към Конгресната библиотека.
След това става директор на Офиса за европейска сигурност и политически въпроси, отговарящ за военно-политическите въпроси и въпросите на сигурността в Европа и бившия Съветски съюз, включващи НАТО, Организацията за сигурност и сътрудничество в Европа, както и за въпросите, свързани с дейността на контрола над въоръжаването и неразпространението на ядрените оръжия (2005 – 2006). В качеството си на директор на „Политически въпроси на ООН“ към БМОВ през 2003 – 2005 г. Уорлик работи като главен съветник на посланик Л. Пол Бремър в Багдад, Ирак, от януари до юли 2004 г. Някои от другите постове, които е заемал, са: генерален консул в Посолството на САЩ в Москва; директор за Германия, Австрия и Швейцария в Бюрото за европейски въпроси; съветник и заместник-съветник по политическите въпроси в Посолството на САЩ в Германия; специален помощник на Държавния секретар; наблюдател на Операционния център; консул във Филипините и секретар по политическите въпроси в Бангладеш.
Непосредствено преди назначението си в София, посланик Уорлик е работил като главен заместник на помощник-държавния секретар в Бюрото за международни организационни въпроси (БМОВ) през април 2006 г., където отговаря за всички аспекти на американската външна политика в ООН и множество други организации с многостранно участие.
Като посланик в България усилено лобира за разработването на шистови находища на газ в страната и изказва съжалението си от забраната върху хидравличното разбиване, която Народното събрание налага през януари 2012 г.
През септември 2012 година Уорлик отпътува от България за Вашингтон, област Колумбия, където ще започва работа като Заместник специален представител за Афганистан и Пакистан.
От януари 2017 г. Уорлик е част от екипа на руската адвокатска кантора Егоров, Пугински, Афанасиев и партньори, работещ в офиса им във Вашингтон.
Женен е за Мери Уорлик, дипломат от кариерата, бивш посланик на САЩ в Сърбия.

## Отличия
- На 1 ноември 2010 г. е отличен с почетния знак на Министерството на културата „Златен век“.[10]

- На 28 август 2012 г. „за изключително големите му заслуги за укрепването и развитието на българо-американските отношения и по повод предстоящото му окончателно отпътуване от страната“ е удостоен с орден „Стара планина“ първа степен.[11]